# Terminal Velocity (album)
Terminal Velocity è il secondo album in studio del chitarrista statunitense John Petrucci, pubblicato il 28 agosto 2020 dalla Sound Mind Music.

## Descrizione
Si tratta del primo album pubblicato da Petrucci a quindici anni di distanza dal precedente Suspended Animation e si compone di nove brani realizzati con la partecipazione del bassista Dave LaRue e del batterista Mike Portnoy, segnando la prima collaborazione tra i due musicisti dopo circa dieci anni, quando Portnoy abbandonò i Dream Theater.
Come anticipazione all'album, il 7 agosto 2020 Petrucci ha reso disponibile il video musicale della title track, che mostra i tre musicisti eseguire le rispettive parti nei propri studi. Terminal Velocity è stato pubblicato digitalmente e in streaming il 28 agosto dello stesso anno ed è stato successivamente distribuito anche in edizione CD e doppio LP a partire dal 30 ottobre.

## Tracce
Musiche di John Petrucci.
1. Terminal Velocity – 6:08
2. The Oddfather – 6:25
3. Happy Song – 6:01
4. Gemini – 6:05
5. Out of the Blue – 5:47
6. Glassy-Eyed Zombies – 5:56
7. The Way Things Fall – 7:33
8. Snake in My Boot – 4:04
9. Temple of Circadia – 7:10

## Formazione
- John Petrucci – chitarra
- Dave LaRue – basso
- Mike Portnoy – batteria

Produzione
- John Petrucci – produzione
- Andy Sneap – missaggio, mastering
- James "Jimmy T" Meslin – registrazione, produzione aggiuntiva
- Sean M. Smith – copertina

## Classifiche
| Classifica (2020)          | Posizione massima |
| -------------------------- | ----------------- |
| Austria                    | 49                |
| Belgio (Vallonia)          | 114               |
| Germania                   | 73                |
| Italia                     | 68                |
| Paesi Bassi                | 91                |
| Regno Unito (rock & metal) | 8                 |
| Svizzera                   | 13                |
| Ungheria                   | 21                |